# Styracosaurus
Styracosaurus (/st[invalid input: 'ɨ']ˌrækəˈsɔːrəs/ stə-RAK-ə-SOR-əs; nghĩa là "thằn lằn gai") là một chi khủng long sừng thuộc họ Ceratopsidae sống vào cuối kỷ Creta, khoảng 76,5- 75 triệu năm trước ở vùng Bắc Mỹ ngày nay. Nó có từ 4- 6 sừng nhô ra từ diền cổ trên đầu, 1 sừng nhỏ ở mỗi bên má và một sừng dài 60 cm (2 ft), rộng 15 cm (6 in) nhô ra từ mũi. Chức năng của những chiếc sừng này được tranh cãi trong nhiều năm.
Styracosaurus là một giống khủng long khá lớn, dài 5,5 metres (18 ft) và nặng khoảng 3 tấn. Nó cao 1.8 mét (6 ft) khi đứng. Styracosaurus khá cồng kềnh, chân và đuôi đều ngắn. Có thể nó cũng giống các Ceratopsia khác, sống theo bầy đàn.
Styracosaurus được đặt tên bởi Lawrence Lambe năm 1913 và là thành viên của phân họ Centrosaurinae. Một loài duy nhất, S. albertensis, hiện được đặt trong Styracosaurus. Những loài khác từng được đặt trong chi này đã được chuyển đến các chi khác.

## Hình ảnh

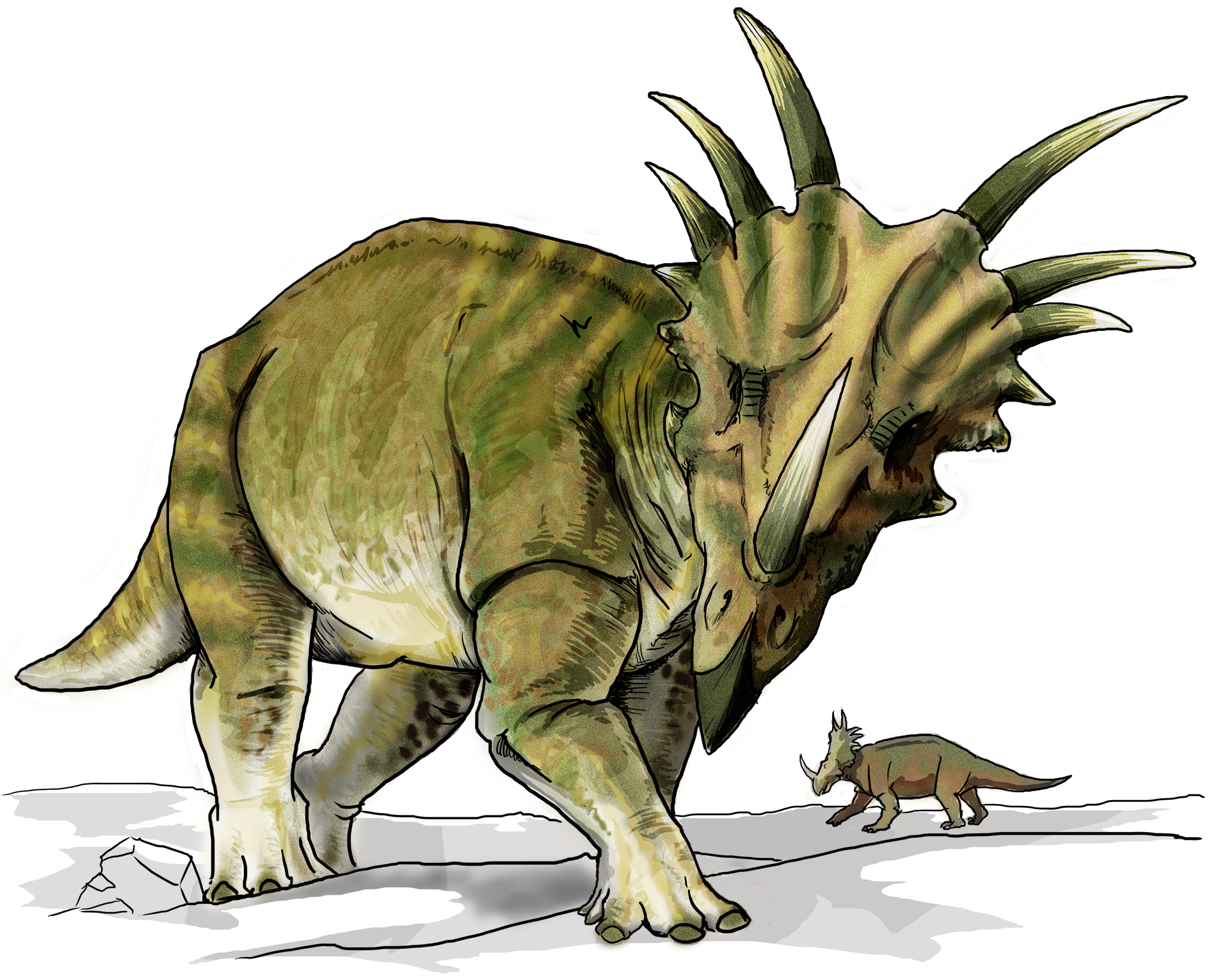
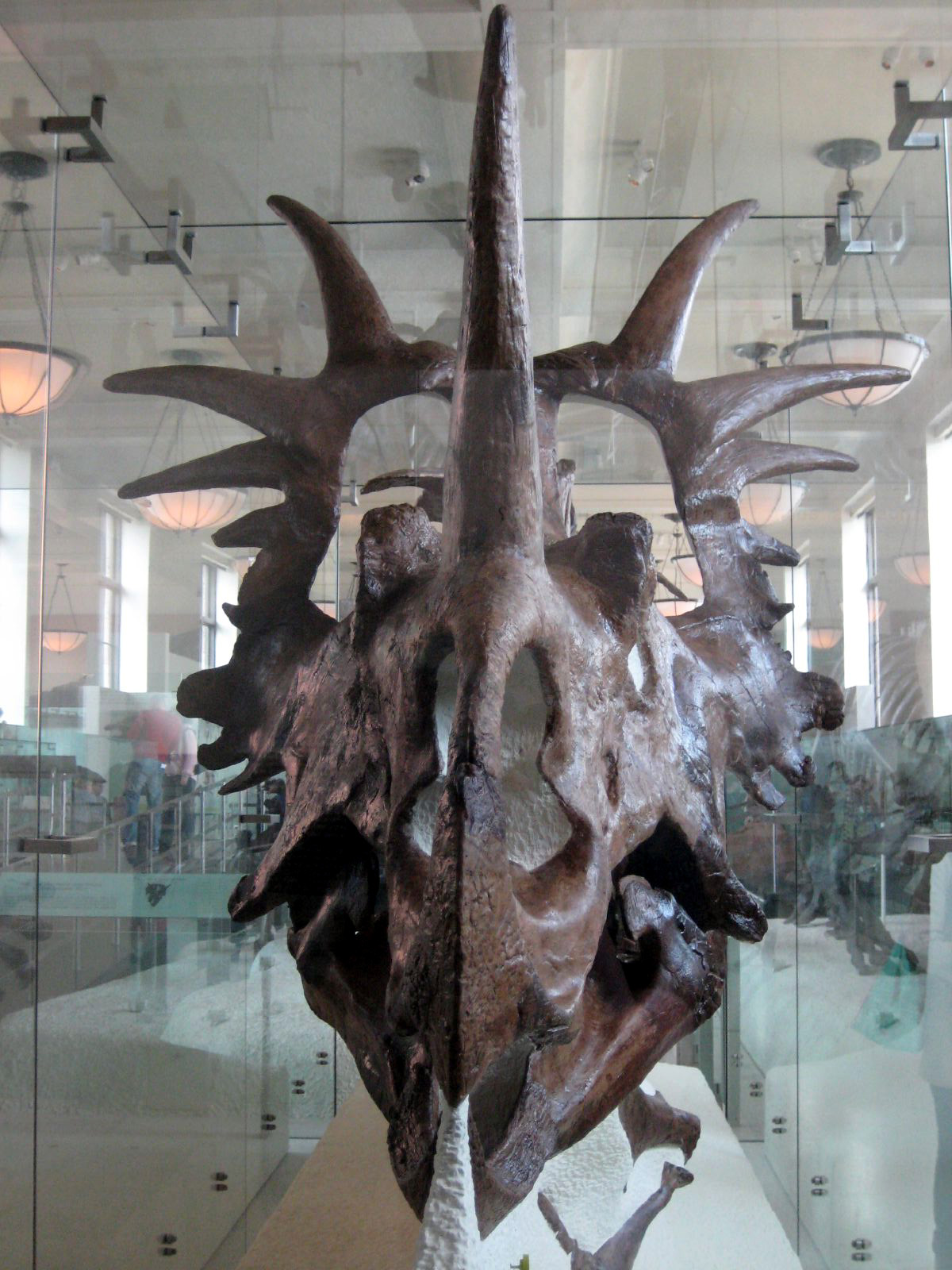
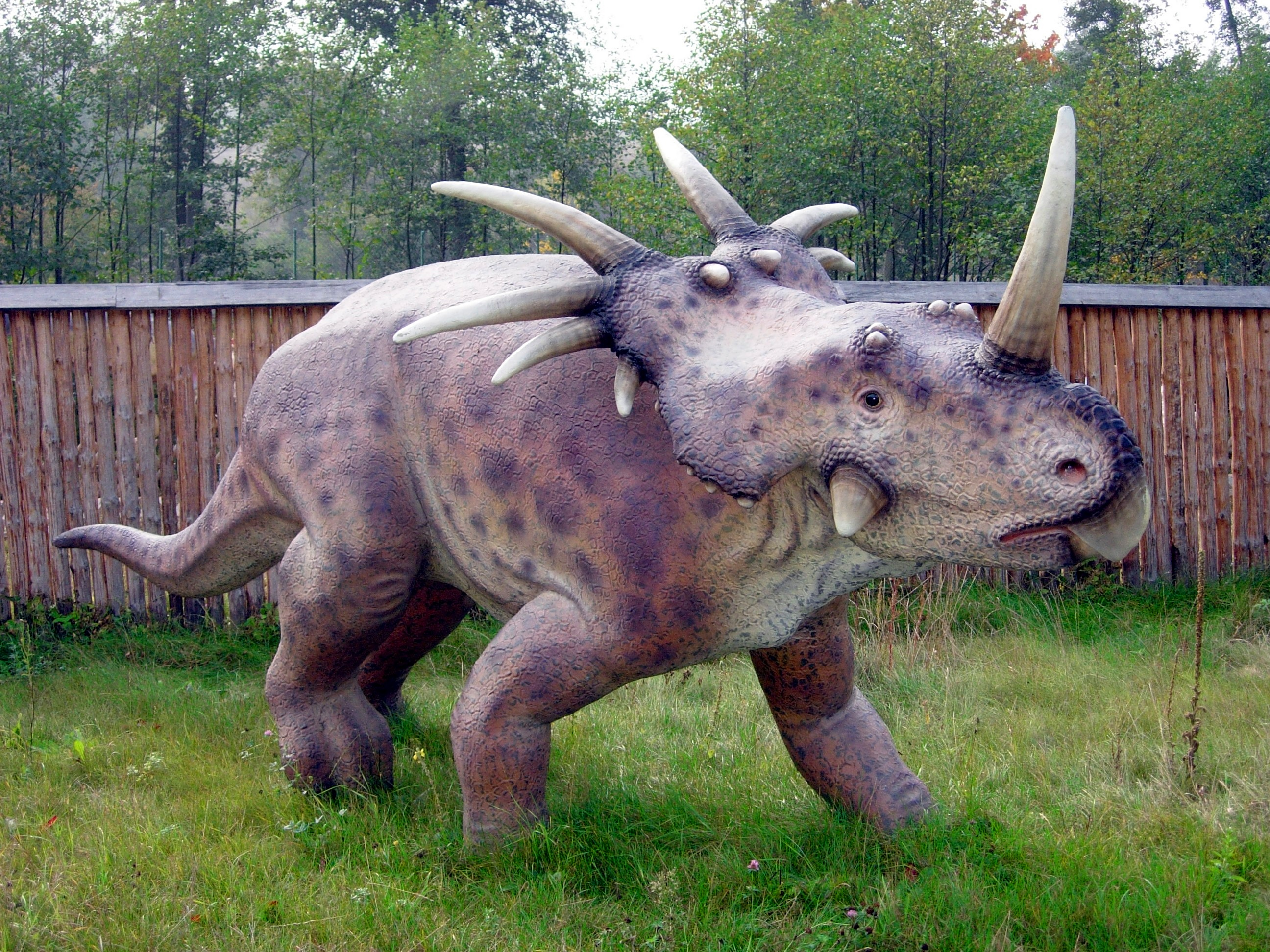